# Surubim
Surubim es un municipio del Estado de Pernambuco, Brasil.

## Historia
La ciudad lleva ese nombre en honor al buey Surubim que fue atacado y deborado por un jaguar en la finca Lourenço Ramos.
Los orígenes del municipio se remontan a la explotación ganadera. En 1864 se construyó un oratorio dedicado a San José, y las primeras casas del lugar se establecieron alrededor de este. El oratorio fue reemplazo por una capilla en 1878. 
Obtuvo su estatus de municipio a través de la Ley Estatal N° 1931 del 11 de septiembre de 1928, fecha en que celebra su fundación, desligándose del municipio de Bom Jardim.